# دوري هونغ كونغ لكرة القدم 1988–89
دوري هونغ كونغ لكرة القدم 1988–89 هو الموسم 44 من دوري هونغ كونغ لكرة القدم ‏. كان عدد الأندية المشاركة فيه 10، وفاز فيه Happy Valley AA ‏.